# Хапиловская канализационная насосная станция

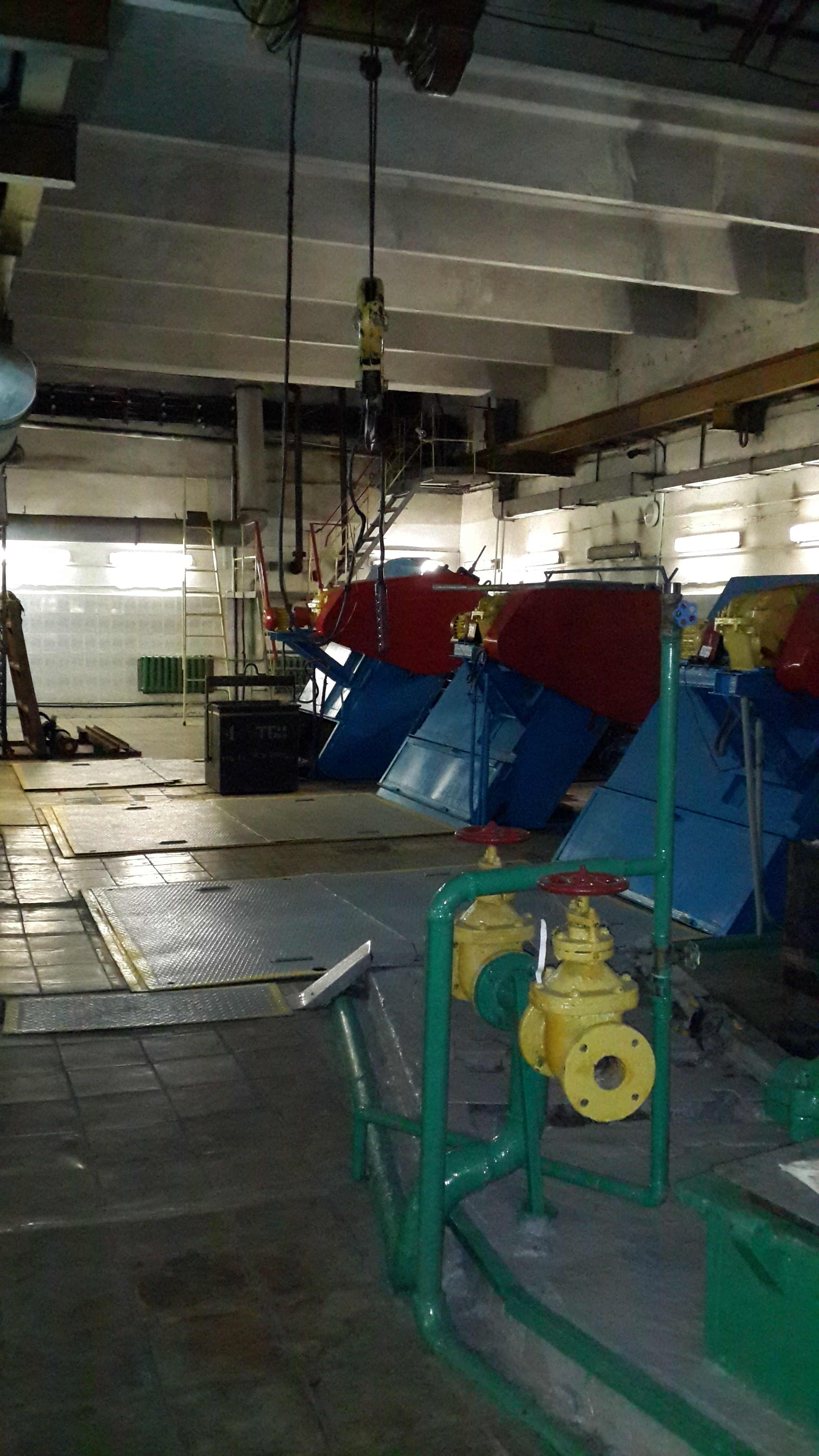
Грабельное помещение Хапиловской насосной станции

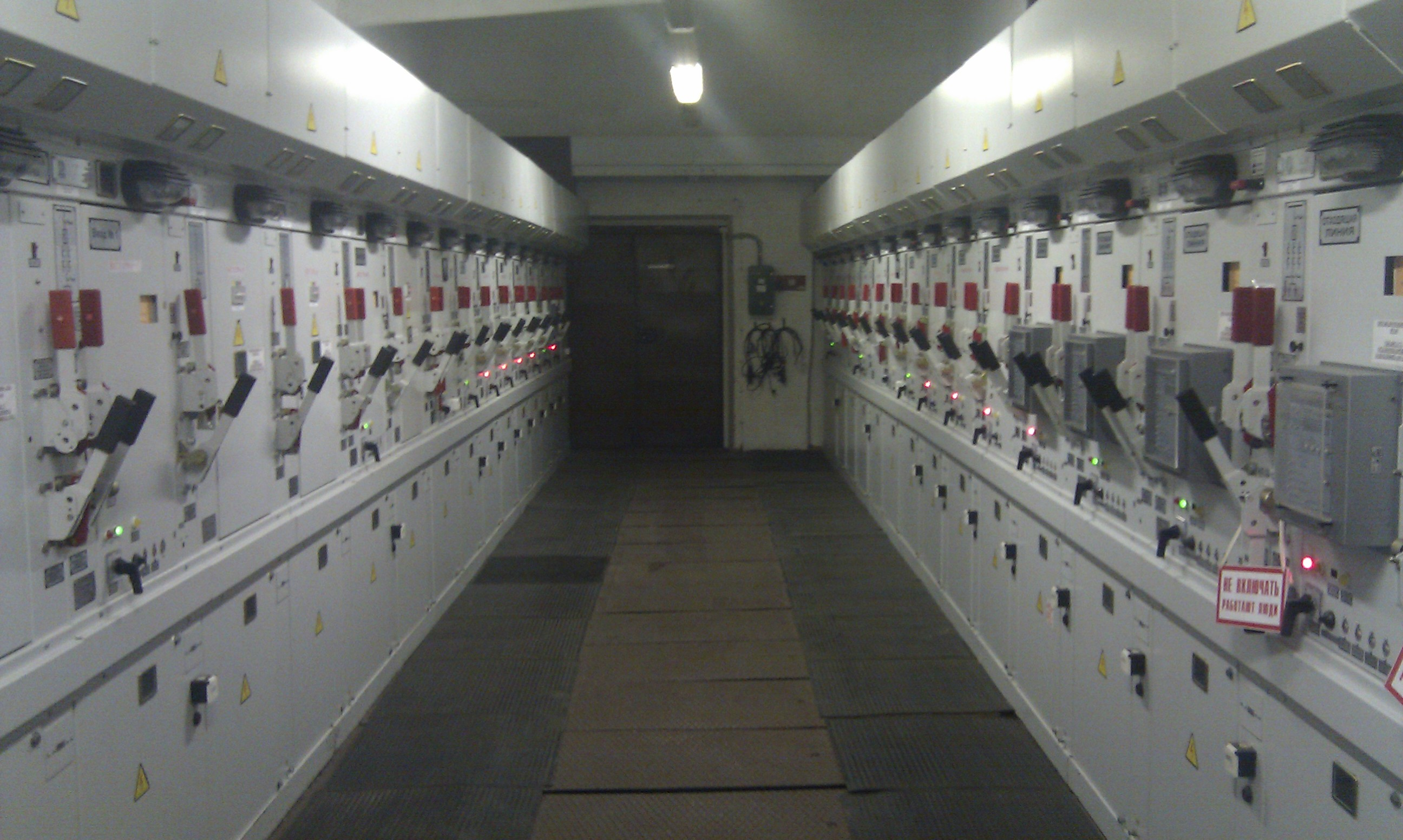
Комплектно-распределительное устройство типа КСО установленное на Хапиловской насосной станции.

Хапиловская канализационная насосная станция (также — Хапиловская КНС, Хапиловская канализационная станция, Хапиловская насосная станция) — предприятие в системе Производственного-эксплуатационного управления канализационной сети (ПЭУКС) ОАО «Мосводоканал» (Москва). Введена в эксплуатацию в 1963 году. Расположена близ заключённой в подземный коллектор речки Хапиловки (притока Яузы).
Станция предназначена для приёма сточных вод из северных и северо-восточных районов города и перекачки их на Люберецкую станцию аэрации. Транспортировка сточных вод осуществляется Хапиловским, Новым Хапиловским и Северным самотечными каналами канализационной сети. Необходимость перекачки была обусловлена рельефом местности.
Сточная вода, поступающая на станцию из городской канализационной сети, освобождается от крупных отбросов на механических решётках, установленных в грабельном помещении. Ранее отбросы измельчались в дробилках и сбрасывались в общий поток сточной воды, но со временем от данной практики решили отказаться. В данный момент их увозят на мусорные свалки. Требуемый напор воды создаётся семью центробежными насосами марки СДВ 9000/45, установленными на насосной станции. Насосы комплектуются электродвигателями мощностью 1600 кВт, питаются от напряжения 6 кВ и установлены в машинном зале. Электроснабжение технологического оборудования осуществляется от РП 1193, расположенного в здании насосной станции. По отводящим трубопроводам длиной 14 километров сточные воды транспортируются в канал Люберецкой станции аэрации.
Среднесуточная перекачка сточной жидкости у насосной станции составляет около 500 тыс. куб. м.
В связи с 50-летним юбилеем станции в 2013 году был проведена глобальная реконструкция технологического оборудования, фасада и внутренней отделки здания. Газета «Мосводоканал» в своём октябрьском номере посвятила юбилею станции отдельную статью.